# Старокульчубаєво
Старокульчуба́єво (рос. Старокульчубаево, башк. Иҫке Ҡолсобай) — присілок у складі Мішкинського району Башкортостану, Росія. Входить до складу Тинбаєвської сільської ради.
Населення — 400 осіб (2010; 406 у 2002).
Національний склад:
- марійці — 98 %